# 杨树勤
杨树勤（1925年—2014年8月14日），男，四川西充人，中国卫生统计学家，曾任华西医科大学教授、博士生导师。